# 秋葉由美子
秋葉 由美子(あきば ゆみこ)は、日本の演出家。
東京都出身。合同会社きよみず副社長。 日本演出者協会会員。

## 略歴
2歳から97歳まで、新人からベテランまで指導する演技の専門家。舞台演出歴・俳優教育歴25年超。
明治座、帝劇、日生劇場等の商業演劇から小劇場まで、様々な現場を経験。
多数の俳優養成所・専門学校・芸能事務所等で講師を務め、多くの俳優・声優・子役・タレントを育成。
『アニー』『レ・ミゼラブル』『放浪記』『細雪』『おしん』『釣りバカ日誌』『渡る世間は鬼ばかり』等、多数の舞台・テレビ・映画に教え子が出演するように。
1人ひとりの可能性を伸ばす丁寧な指導には定評があり、タレント本人からはもちろん、保護者からの信頼も厚い。
2020年3月までの約8年半、Theatre☆Companyゆみねこ企画を主宰。脚本の軸を大切にしながらも出演者の魅力を最大限に引き出す演出が評価される。
外部演出の依頼も多く、東京・千葉を始めとした多くの団体の演出に携わる。
演出作品『SMILES』で第1回ルナティック演劇祭優勝。
代表作は『朗読劇　女の一生～母への手紙～』、『夢二ひと夏の恋―二人の女編―』など。

## 主な演出作品
- 朗読劇「女の一生～母への手紙～」（出演：池田昌子、石野竜三、丸山ひでみ他／後援：新宿区）
- 平成28年千葉県舞台芸術企画募集採択作品「夢二ひと夏の恋　二人の女編」（主催：公益財団法人千葉県文化振興財団、銚子浪漫ぷろじぇくと）
- 「隣の花」（出演：保村大和、川野誠一、鈴木ちえ、根岸晴子／主催：陳曦音楽事務所）
- MILES「SMILES」（第1回ルナティック演劇祭優勝）
- Theatre☆Companyゆみねこ企画の全作品

他多数

## 主な演出助手作品
- 音楽劇「ダニー・ボーイズ～いつも笑顔で歌を～」（出演：真田佑馬、水田航生、柄本時生 他／東京、大阪）
- 銚子市制80周年記念事業・ちょうし市民ミュージカル「天明の代官　銚子を救った男　庄川杢左衛門物語」（主催：銚子市、ちょうし市民ミュージカル実行委員会）
- 「12人」、「The Zoo Story」、ITI国際演劇協会「罠」（以上、小川絵梨子演出）
- 東京ギンガ堂 音楽劇「ねこになった漱石」（出演：西本裕行、大谷朗、米倉紀之子 他）
- 座・東京みかん「金子みすゞの世界」シリーズ（出演：丸山ひでみ、村井麻友美、鈴木愛子 他／東京、富山、愛媛）

他多数

## その他舞台
- 唐沢俊一ユニット「ぴかれすく＝詐欺師と女と女と女＝」「TIME REVISION～時間修正作戦～」演出補
- 唐沢俊一ユニット「ウサギと幽霊」「ロマンスのココロ」演技指導
- 座・東京みかん「この街で～あなたと一緒に～」演出補
- 日生劇場開場45周年記念特別公演・オペラ「魔笛」「マクロプロス家の事」制作助手
- 日生劇場国際ファミリーフェスティバル2007・音楽ドラマ「チャイコフスキー～わが心の旅～」制作助手

他多数